# Bayan-Ovoo (Ömnögovi)
Pour les articles homonymes, voir Bayan-Ovoo.
Le sum de Bayan-Ovoo (mongol : ᠪᠠᠶ᠋ᠠᠨ
ᠣᠪᠤᠭ᠎ᠠ
ᠰᠤᠮᠤ, cyrillique : Баян-Овоо сум, MNS : Bayan-Ovoo sum) est situé dans l'aïmag (ligue) de Ömnögovi, en Mongolie. Sa population était de 1 574 habitants en 2009.